# Nostalgia, Ultra
Albums de Frank Ocean
Channel Orange
(2012)
Singles
1. Novacane
Sortie : 31 mai 2011
2. Swim Good
Sortie : 16 août 2011

Nostalgia, Ultra (parfois stylisé nostalgia, ULTRA.) est le premier extended play de l'auteur-compositeur-interprète américain de R&B Frank Ocean, sorti le 16 février 2011 sans le soutien d'un label. En effet, l'album sort en auto-édition.
L'album est souvent considéré comme un des meilleurs de l'année 2011 par les critiques musicales. Ce EP entraîna une accélération des événements dans la carrière de Frank Ocean puisqu'il collabora en 2011 avec Kanye West et Jay-Z sur la chanson No Church in the Wild. À la suite de cela, il signa sur le label Def Jam avant de sortir son premier album en 2012, Channel Orange.

## Liste des titres
| No  | Titre                              | Producer(s)                         | Durée |
| --- | ---------------------------------- | ----------------------------------- | ----- |
| 1.  | Streetfighter                      |                                     | 0:22  |
| 2.  | Strawberry Swing                   | Coldplay                            | 3:55  |
| 3.  | Novacane                           | Tricky Stewart                      | 5:03  |
| 4.  | We All Try                         | Happy Perez                         | 2:52  |
| 5.  | Bitches Talkin' (Metal Gear Solid) | Radiohead                           | 0:22  |
| 6.  | Songs 4 Women                      | Happy Perez                         | 4:13  |
| 7.  | LoveCrimes                         | T-Wiz                               | 4:00  |
| 8.  | Goldeneye                          |                                     | 0:18  |
| 9.  | There Will Be Tears                | Mr Hudson, T-Wiz                    | 3:15  |
| 10. | Swim Good                          | Midi Mafia                          | 4:17  |
| 11. | Dust                               | Bei Maejor, T-Wiz                   | 2:34  |
| 12. | American Wedding                   | James Fauntleroy II                 | 7:01  |
| 13. | Soul Calibur                       |                                     | 0:18  |
| 14. | Nature Feels                       | Andrew VanWyngarden, Ben Goldwasser | 3:43  |